# Santa Maria de Martorell
Santa Maria de Martorell és una obra del municipi de Martorell (Baix Llobregat) inclosa en l'Inventari del Patrimoni Arquitectònic de Catalunya.

## Descripció
L'edifici actual és construït amb pedra i maó, aprofitant part de les estructures de l'església anterior però sense respectar la construcció original. L'església actual té una entrada frontal i una de lateral; el seu interior és de tres naus, separades per columnes de maó. Solament té capelles laterals al cantó nord.

## Història

### Església antiga
L'església antiga està documentada l'any 1033 quan els testimonis de Mir Geribert juren sobre l'altar de Santa Maria de Martorell, prop del mercat (justa forum Martorell) durant el plet que aquest mantenia amb Guitard, abat del monestir de Sant Cugat, per les propietats del besavi del seu fill Guillem, en Galí, governador de les fronteres.

### Església actual
L'església actual fou construïda entre 1941 i 1944, per substituir l'anterior, obra del segle xvi, destruïda el 1936. El projecte original de l'arquitectura no fou respectat plenament i un bona part de l'edifici resta per acabar. La part baixa del mur nord és on es conserven les restes més nombroses de les edificacions anteriors. L'altar actual fou consagrat el 5 de març de 1944.